# Juan-Luis Montero
Pour les articles homonymes, voir Montero (homonymie).
Juan-Luis Montero ou Jean-Louis Montero, né le 28 avril 1971 à Bar-sur-Seine de parents espagnols, est un footballeur français. Il évolue au poste de défenseur (arrière droit).

## Biographie
Il rejoint en 1986 le centre de formation de la Real Sociedad en Espagne puis en 1989 intègre celui du Brest Armorique. 
Il rejoint alors sa région natale et signe à l'ES Troyes AC alors en division 3.  
Il joue un peu en Division 1 avec le FC Lorient, le CS Sedan Ardennes, l'En Avant de Guingamp et l'ESTAC. Il enchaîne des clubs sportifs à Clermont et Troyes, en seconde division.
Il devient ensuite entraîneur seniors DH de l'AS Sainte-Savine-La Rivière-de-Corps. À la saison 2014, il permet au club aubois de finir champion et ainsi d'être promu en CFA2 pour la première fois dans l'histoire du club.

## Clubs successifs

### Joueur
- AJV Ource
- 1986-1989 :  Real Sociedad (Centre de Formation).
- 1989-1990 :  Brest Armorique FC (Centre de Formation).
- 1990-1997 :  A Troyes AC (D3 puis L2).
- 1997-1999 :  FC Lorient (L2 puis L1).
- 1999-2002 :  CS Sedan-Ardennes (L1).
- 2002-2003 :  EA Guingamp (L1).
- oct. 2003-janv. 2004 :  Clermont Foot (L2).
- janv. 2004-2007 :  ES Troyes AC (L2 puis L1).
- 2007-2008 :  Toulouse Fontaines (CFA2)[1]

### Entraîneur
- 2008-2014 :  AS Savinienne (avant 2011) AS Sainte-Savine-La Rivière-de-Corps (après 2011)
- 2014-avr. 2015 :  Olympique Saint-Quentin
- juin-oct. 2015 :  Tarbes PF
- avr. 2016-2017 :  RCS La Chapelle-Saint-Luc
- 2017-2019 :  FCA Troyes
- 2019-févr. 2020 :  FCM Troyes
- févr. 2020-2021 :  Olympique Saint-Quentin

## Statistiques
- 1er match en Ligue 1 : FC Lorient 1-2 AS Monaco le 7 août 1998.

- 17 saisons (1990/2007) : 485 matchs, 9 buts.
  - Ligue 1 : 196 matches, 1 but.
  - Ligue 2 : 128 matches, 4 buts.
  - National (D3) : 135 matches, 4 buts.
  - CFA : 26 matches, 0 but.
  - Coupe de l'UEFA : 1 match (2001).